# 下內埔福安宮
下內埔福安宮，又稱臥龍街土地公廟，位於台灣台北市大安區臥龍街61號，為主祀福德正神（土地公）之道教廟宇，建於清末。廟地大約14坪，該廟宇的組織型態為管理委員會制，祭典日期則是每年農曆之二月初二、八月十五。
位於大安區下內埔，據說相當靈驗，因在國泰大樓附近，不少民眾每個月都會看到國泰集團的主管和員工來拜拜。由於國泰資產總值達7兆元，也讓下埔厝福安宮等同於「國泰神廟」。甚至在金爐旁也可以看到國泰建設捐贈字樣。